# Edward Holmes
Edward Porter Cowan Holmes (Carrickfergus, Nagy-Britannia és Írország Egyesült Királysága, 1880. április 25. – Bangor, Egyesült Királyság, 1924. április 24.) olimpiai ezüstérmes ír gyeplabdázó.
A londoni 1908. évi nyári olimpiai játékokon indult, mint gyeplabdázó. Ezen az olimpián négy brit csapat is indult, de mindegyik külön nemzetnek számított. Ő az ír válogatott tagja volt, ami akkoriban az Egyesült Királyság része volt Nagy-Britannia és Írország Egyesült Királysága néven.